# Siemens System 4004

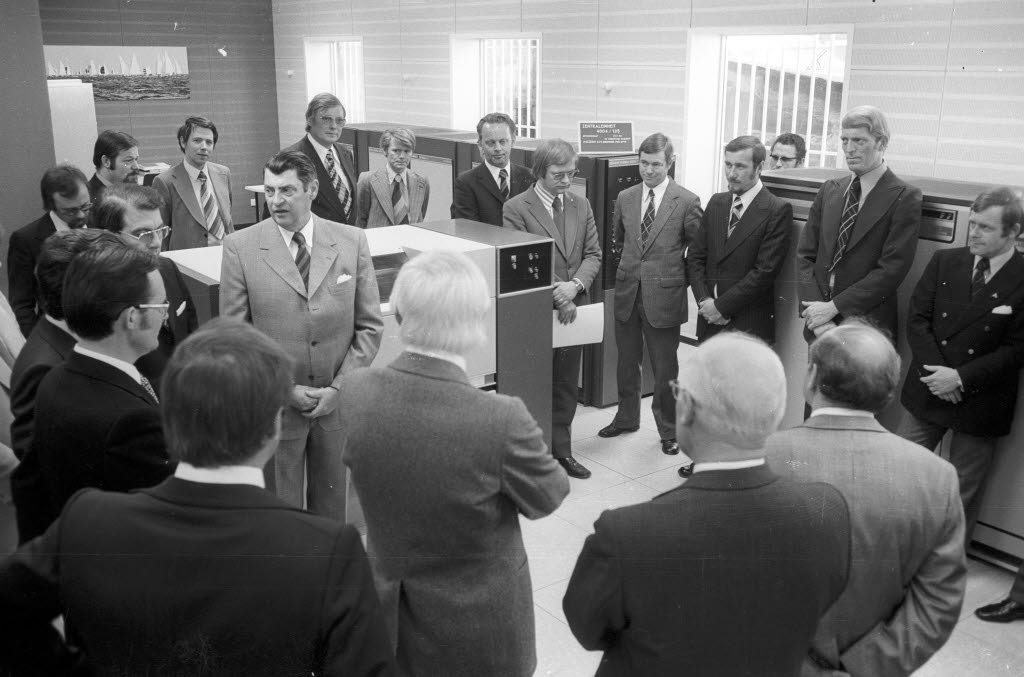
Eine Siemens 4004/135 in einer Kieler Sparkasse (1974)

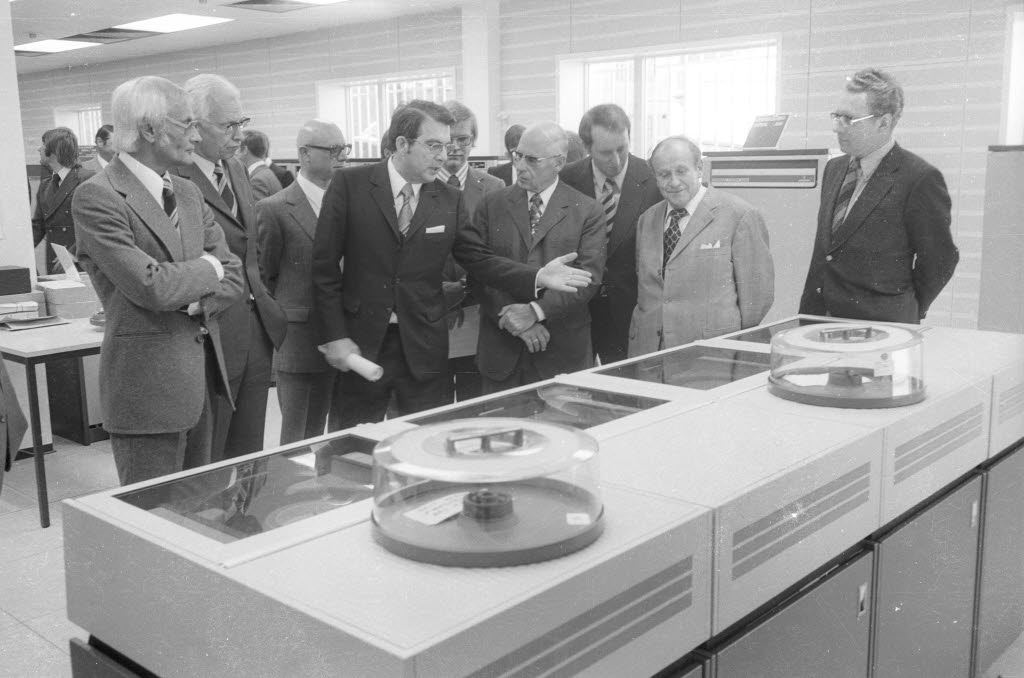

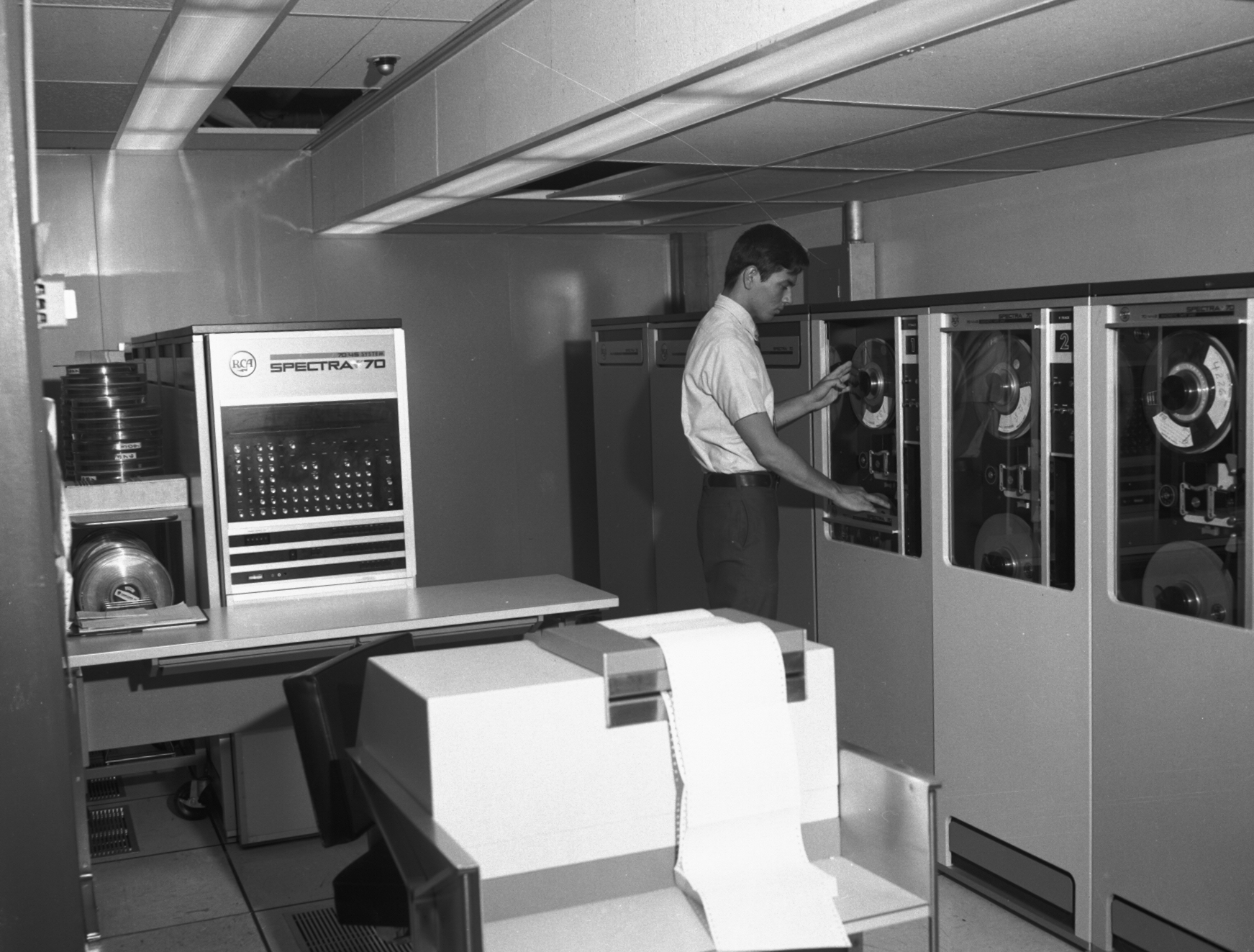
Eine kompatible RCA Spectra 70 mit Bedienfeld

Das Siemens System 4004, kurz Siemens 4004 war eine Großrechner-Produktserie, die ab 1965 von Siemens vermarktet wurde. Ursprünglich wurde das System sowie die Software von der Radio Corporation of America (RCA) lizenziert und entsprach der Serie Spectra 70 (ursprünglich nur vier Modelle), die größtenteils hardwarekompatibel zur Konkurrenzserie System/360 von IBM war. Die Rechner zählten zu den frühesten vollständig transistorbasierten Computern. Ab 1966 entwickelte Siemens eigene Modelle (ab 4004/45), entwickelte später eigene Software und belieferte seinerseits RCA. Das Ministerium für Staatssicherheit der ehemaligen DDR erwarb mehrere Systeme. Auf ihnen liefen die Datenbanksysteme GOLEM und SIRA.

## System
Ein System bestand aus einer Zentraleinheit (ZE), die je nach Modell aus mehreren, schrankhohen Segmenten bestand und an der Kopfseite ein großes Bedienfeld aufwies, sowie der typischen Peripherie wie Lochkarten- bzw. Lochstreifenstanzer und -Leser, Magnetbandgeräten, Magnetplattenspeichern und Magnetkartenspeichern. Die Ausgabe erfolgte auf Schnelldruckern; Meldungen erschienen auf einem Blattschreiber.
Der Arbeitsspeicher (RAM) bestand aus gefädelten Ferritkernspeicherblöcken.
Das Bedienfeld der Zentraleinheit maß etwa 53 × 36 cm. Es bestand aus sieben Reihen in 15 Spalten von Druckknöpfen und quadratischen Anzeigefeldern, die von hinten in den Farben gelb/orange, rot und grün beleuchtet waren. Darüber waren zwei Reihen von gelb/orangen ROM-Anzeigefeldern in halber Breite. Die grünen FLIP-FLOP-Anzeigen (oben rechts) waren bei RCA quadratisch, bei Siemens vertikal geteilt. Siemens hatte in der oberen Reihe mittig einen zusätzlichen Schalter. Unter dem großen Bedienfeld befanden sich drei weitere, schmale Reihen mit Wartungsschaltern. Details aller Schalter und Felder dieser und anderer Geräte sind im Spectra-70-Wartungs-Handbuch 70-55-101 beschrieben (ab Seite 46).

## Maschinenarchitektur
Die technischen Daten und Fähigkeiten zwischen den abwärtskompatiblen Modellen variierten stark. Die kleineren Modelle waren nicht mehrplatzfähig und unterstützten keine Gleitkommaoperationen.
Die integrierten Schaltkreise waren monolithisch aufgebaut. Daten wurden 8-Bit-weise mit einem Paritätsbit im EBCDIC-Code verarbeitet. Datenworte konnten mit 16-, 32- oder 64-Bit-Breite gelesen werden; Zeichenfolgen mit bis zu 256 Bytes. Die kleineren Modelle bis 4004/55 hatten ein 32-Bit-Mehrzweckregister, größere Modelle boten virtuelle Speicherverwaltung. Befehle bestanden aus 2, 4 oder 6 Bytes; einem Operationsteil (1 Byte) mit bis zu drei Operanden.
Die Bedienung erfolgte initial per Lochkarten (Steuerkarten und Datenkarten) via der Job Control Language (JCL).

## Modelle
| Modell   | Jahr | Hersteller  | Betriebssystem | RAM     | Schnittstellen | Technologie | Benutzer (gleichzeitig) |
| -------- | ---- | ----------- | -------------- | ------- | -------------- | ----------- | ----------------------- |
| 4004-15  | 1965 | RCA         | PBS            | 4–8 KB  | DIN/DOUT       | Transistor  | 1                       |
| 4004-16  | 1968 | RCA         | PBS            | 8–16 KB | DIN/DOUT       | Transistor  |                         |
| 4004-25  | 1965 | RCA         | PBS            | 32 KB   | DIN/DOUT       | Transistor  |                         |
| 4004-26  | 1969 | RCA         | PBS            | 64 KB   | DIN/DOUT       | Transistor  | 8                       |
| 4004-35  | 1971 | RCA         | BS1000         | 128 KB  | DIN/DOUT       | ECL         |                         |
| 4004-45  | 1968 | RCA/Siemens | BS1000         | 512 KB  | DIN/DOUT       | ECL         |                         |
| 4004-46  | 1971 | RCA/Siemens | BS2000         | 512 KB  | DIN/DOUT       | ECL         | 48                      |
| 4004-55  | 1968 | RCA         | BS1000         | 512 KB  | DIN/DOUT       | ECL         |                         |
| 4004-127 | 1971 | RCA         | BS1000         | 192 KB  | DIN/DOUT       | ECL         |                         |
| 4004-135 | 1971 | RCA         | BS1000         | 512 KB  | DIN/DOUT       | ECL         |                         |
| 4004-150 | 1971 | RCA/Siemens | BS1000         | 512 KB  | DIN/DOUT       | ECL         |                         |
| 4004-151 | 1972 | RCA/Siemens | BS2000         | 1 MB    | DIN/DOUT       | ECL         |                         |

Der Verkaufspreis einer 4004-35-Anlage betrug 1971 1,7 Mio. DM (ohne Wartungskosten). Alternativ kostete die Monatsmiete (inkl. Wartung) 47.000 DM.

## Software
Neben den integrierten Programmen und Betriebssystemen wurden u. a. die Datenbanksysteme GOLEM, darunter das Informationssystem der Olympischen Spiele 1972 GOLYM und SESAM eingesetzt. Für verschiedene Branchen, darunter Versicherungen, Banken, Krankenkassen u. Ä., existieren spezielle Lösungen.
- HOREST (Lagerhaltung, Materialwirtschaft)
- Lohn- und Gehaltsabrechnung, darunter Programme wie
  - LOST (Lohnsteuerabzüge)
  - SOZI (Sozialversicherungsabzüge)
  - GELD
- SINETIK 4004 (Netzplantechnik)
- SIESTA (Siemens-Statistik)
- EVIDENT (Terminplanung)
- SAVOY I (Absatzvorhersage-System)
- BIKAS (Bibliotheksprogramm)[11]
- PICS (Lagerhaltung)[12]
- METHAPLAN (Methodenbank-Ablaufsystem für Planung und Analyse, Wirtschaftsplanung)[13]
- PET (Programm-Entwicklungs-Terminal, Softwareentwicklung)

### Betriebssysteme
Neben einem Grundbetriebssystem (GBS) wurde zunächst ein Band-Betriebssystem (BBS) – RCA nannte dies Tape Operating System (TOS) – dann ein Band-Platte-Betriebssystem BPBS und später weitere Platte-Betriebssysteme (PBS) eingesetzt. Daraus entstanden später die Betriebssysteme BS1000 und BS2000, letzteres aus TSOS.
Die ursprünglichen Betriebssysteme bestanden aus mehreren Programmen/Befehlen, die sich in Organisations-, Übersetzungs-, Bibliotheksverwaltungs-, Hilfsprogramme und ähnliche unterteilten. Integrierte Übersetzungsprogramme (Programmiersprachen) waren Assembler, RPG, ANSI-COBOL, COBOL, ALGOL und FORTRAN.
Das Betriebssystem musste anfänglich aus einem Stammband mittels des Befehls SYSGEN generiert werden, nachdem der Großspeicher vorbereitet worden war. Ab BS1000 Version 1.4 wurde dies vereinfacht.

## Peripherie
Gerät mit Siemens-Produktnummer
- Blattschreiber 97
- Drucker 4247, 4242, 243, 4241, 4245
- Kartenstanzer 234, 4238, 236
- Kartenleser 237, 4235, 4239
- Lochstreifenleser/-stanzer 4223, 4225, 4226, 4227, 4228, 4229
- Optische Belegleser/-sortierer 4250, 4251, 4256
- Blatt/Streifenleser 4261, 4262
- 7-Spur Magnetband 432, 441, 442, 4443, 4446
- 9-Spur Magnetband 432, 441, 442, 4443, 4446
- 9-Spur Magnetband (1600 bpi) 450, 4453
- Magnetkartenspeicher 568
- Plattenspeicher 594, 4570, 4578, 4579, 4580, 4581
- Datenaustauschsteuerung 627

Kommuniziert werden konnte auch mit anderen Geräten, auch anderer Serien, wie z. B. Terminals der Siemens 7.000-Serie (Mittlere Datentechnik).

## Weitere Nachbauten/Derivate
- UNIVAC Series 70 (nach Übernahme von RCA)
- English Electric System 4 (zuvor International Computers Limited) in GB
- HITAC 8000 (HItachi Transistor Automatic Computer) in Japan
- Unidata System 7000[15]

## Spielfilme
Eine 4004 erscheint in folgenden Filmen
- Der Baader Meinhof Komplex,
- Welt am Draht,
- Charlie und die Schokoladenfabrik,
- Alpha Alpha

eine Spectra 70 in
- Polizeibericht Staffel 3, Folge 18
- Der unglaubliche Hulk Staffel 1 Folge 1
- Der Sechs-Millionen-Dollar-Mann Staffel 1 Folge 4